# Oghab Téhéran
Maillots
Le Oghab Téhéran Football Club (en persan : باشگاه فوتبال عقاب تهران), plus couramment abrégé en Oghab Téhéran, est un club iranien de football fondé en 1945 et basé à Téhéran, la capitale du pays.
le club, détenu par les Force aérienne de la république islamique d'Iran, a participé à trois reprises au championnat d'Iran dans les années 1970.

## Historique
- 1945 - fondation du club

## Entraîneurs
- Hossein Fekri (1971 - 1975)
- Mojtaba Taghavi (2009 - 2010)